# Selligueeae
Selligueeae es una tribu de helechos de la  subfamilia Polypodioideae, familia Polypodiaceae. Sus miembros se distinguen escalas opacas en el tallo. Las frondas son monomórficas.
Esta tribu contiene dos géneros.

## Géneros
- Arthromeris
- Selliguea